# Yasuo Hamanaka
Yasuo Hamanaka (浜中 泰男, Hamanaka Yasuo), né en 1950, est un homme qui était autrefois le négociant cuivre en chef à la Sumitomo Corporation, l'une des plus grandes sociétés de négoce au Japon, et était aussi connu comme « Mr Cuivre » en raison de son style de trading agressif et « Mr. Five Percent », car c'était le pourcentage de l'approvisionnement annuel du monde qu'il contrôlait,,.
Le 13 juin 1996, Sumitomo Corporation a enregistré une perte de 1,8 milliard de dollars dans le commerce du cuivre non autorisé par Hamanaka sur le London Metal Exchange.
En septembre 1996, Sumitomo a révélé que les pertes financières de l'entreprise étaient beaucoup plus élevées, à 2,6 milliards de dollars (285 milliards de yens) mais des sommes encore bien supérieures sont évoquées,. L'entreprise porte alors plainte contre Yasuo Hamanaka pour escroquerie.
Considérant l'importance des pertes et le fait qu'elles aient été accumulées pendant plus de dix ans, beaucoup croient que Hamanaka n'aurait pas été en mesure d'accaparer le marché du cuivre sans une certaine connaissance de la chose ou autorisation de ses supérieurs.
Ayant plaidé coupable, Hamanaka a été condamné à huit ans de prison en 1998 et a été libéré en juillet 2005, un an avant la fin théorique de sa peine.

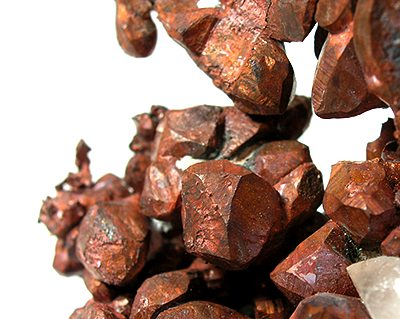
Minerai de cuivre